# Queen Bitch
Queen Bitch è un brano musicale scritto dall'artista inglese David Bowie, decima traccia dell'album Hunky Dory del 1971.
Nel 1974 venne pubblicato due volte su 45 giri, come lato B di Rebel Rebel e di 1984, quest'ultimo uscito negli Stati Uniti.
Il brano si trova al secondo posto nella classifica delle 20 migliori canzoni glam rock del quotidiano inglese The Guardian, dopo Hot Love dei T. Rex.

## Il brano
(Bill Wyman, New York Magazine, 2013)

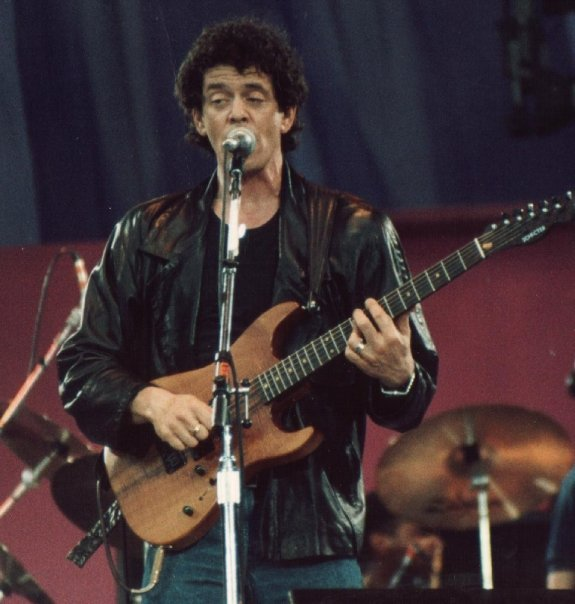
Lou Reed nel 1986.

Queen Bitch è l'ultimo dei tributi alle influenze statunitensi di David Bowie che compongono la seconda parte di Hunky Dory ed è forse la traccia che più di altre rivela gli orientamenti futuri del cantante.
Si tratta di un vivace pastiche del materiale dei Velvet Underground dominato dalla chitarra elettrica di Mick Ronson, in cui lo stile vocale di Bowie prende spunto direttamente da quello stile aspro e quasi totalmente privo d'intonazione di Lou Reed. L'omaggio all'influenza esercitata da brani come I'm Waiting for the Man e White Light/White Heat è rivelato anche dalle note di copertina di Hunky Dory: "Some V.U. White Light returned with thanks" ("Un po' di Luce Bianca dei Velvet Underground restituita con tante grazie").
Anche il testo deve molto alla poesia urbana di Lou Reed e alle immagini di strada evocate dall'artista newyorkese, un ritratto di seduzione e tradimento descritto con il gergo omosessuale del Greenwich Village e filtrato con la sensibilità dandy di David Bowie.
Nel testo si possono trovare velati riferimenti anche ad altre icone del periodo come l'accenno a Sister Ray dei Velvet Underground ma anche un'allusione, allora più immediata di adesso, a Flo & Eddie, già fondatori dei Turtles ed ex membri dei Mothers of Invention di Frank Zappa che in quel periodo fornivano le voci di accompagnamento ai T. Rex di Marc Bolan.

## Formazione
- David Bowie - voce, chitarra acustica
- Mick Ronson - chitarra elettrica, cori
- Trevor Bolder - basso
- Mick Woodmansey - batteria

## Queen Bitchdal vivo
Il brano fece il suo esordio nella sessione BBC registrata il 3 giugno 1971 per il John Peel's Sunday Concert, alla quale seguirono quelle registrate l'11 e il 18 gennaio 1972 per Sounds of the 70s.
Dopo lo Ziggy Stardust Tour 1972 venne inclusa nelle scalette dello Station to Station Tour 1976, del Sound + Vision Tour 1990 e dell'Earthling Tour 1997.
Tra le occasioni "estemporanee" in cui è stata eseguita dal vivo:
- 8 febbraio 1972, The Old Grey Whistle Test, programma trasmesso da BBC Two.
- 9 gennaio 1997, Birthday Benefit Concert, Madison Square Garden di New York, in duetto con Lou Reed.
- 15 settembre 2005, SummerStage, Central Park di New York, concerto degli Arcade Fire.[8]

## Pubblicazioni
Queen Bitch si trova in Bowie at the Beeb del 2000 e Live Santa Monica '72 del 2008.
Altre versioni dal vivo sono presenti nella raccolta semi-ufficiale RarestOneBowie del 1995, nel DVD Best of Bowie del 2002 e nel bonus disc della riedizione di Station to Station del 2010.
Il brano è incluso anche nella colonna sonora dei film Run Fatboy Run del 2007, Milk del 2008 e Il maledetto United del 2009.

## Cover
Tra gli artisti che hanno pubblicato cover di Queen Bitch:
- gli Eater in Eater - The Album del 1977
- i Green River in Rehab Doll del 1988 (come traccia bonus)
- gli Spiral Jetty in Band of Gold del 1994
- i Rancid Vat nell'EP Bowiecide del 1994
- i Capsize 7 in Crash Course for the Ravers: A Tribute to the Songs of David Bowie del 1996
- i Birdbrain in Let's Be Nice del 1997
- gli Abdoujaparov nell'EP Just Shut Up del 2000
- i Penis Flytrap in Goth Oddity 2000: A Tribute to David Bowie del 2000
- Seu Jorge nella colonna sonora di Le avventure acquatiche di Steve Zissou del 2004
- The Blue Threads nell'album eponimo del 2007
- i Frankenstein 3000 in Hero - The MainMan Records Tribute to David Bowie del 2007
- The Hotrats (progetto parallelo di Gaz Coombes e Danny Goffey dei Supergrass) in Turn Ons del 2009
- Rhett Miller in The Interpreter Live at Glasgow del 2011